# Тыминский, Александр Иванович
Александр Иванович Тыминский (22 марта 1884, Люблин — 15 февраля 1959, Каунас) — экономист, педагог, общественный деятель, участник Первой мировой войны, прапорщик, кавалер ордена Святой Анны IV степени «с мечами» за храбрость, депутат Сейма Литвы, основатель и бессменный директор русской гимназии в Каунасе, узник фашистских концлагерей, кандидат экономических и педагогических наук, доцент Каунасского политехнического института.

## Биография
Родился в семье коллежского секретаря 22 марта 1884 года в городе Люблин (по другим сведениям — в селе Мосты Гродненской губернии Российской империи). В 1902 году, окончив гимназию в Варшаве, поступил в Варшавский политехнический институт, но ещё с первого курса перевелся на экономическое отделение только что открытого Петербургского политехнического института. За участие в студенческих волнениях и революционных кружках в 1905 году был сослан в Сибирь. Вернулся в столицу и восстановился в вузе. В 1908 году окончил Петербургский политехнический институт по первому разряду.
В 1909—1910 годах отбывал воинскую повинность.
Выйдя со службы, поступил в 1910 году на работу преподавателем истории и географии в Томском коммерческом училище. В 1911 году получил степень кандидата экономических наук. В том же году поступил на службу в Статистическое отделение таможенных сборов Министерства финансов в Петербурге.
24 августа 1914 года призван по мобилизации прапорщиком в 51-й Сибирский стрелковый полк, исполнял обязанности начальника службы связи. Был ранен в конце сентября и контужен 9 ноября в бою под Злак-Косцельна. После второго ранения в 1915 году под Ригой признан негодным к строевой службе. Награжден орденом Святой Анны IV степени с надписью «За храбрость». После лечения в санатории Министерства финансов «Сестрорецкий курорт» выписан на адрес: Петроград, Лесной проспект, улица Яковская, 9.

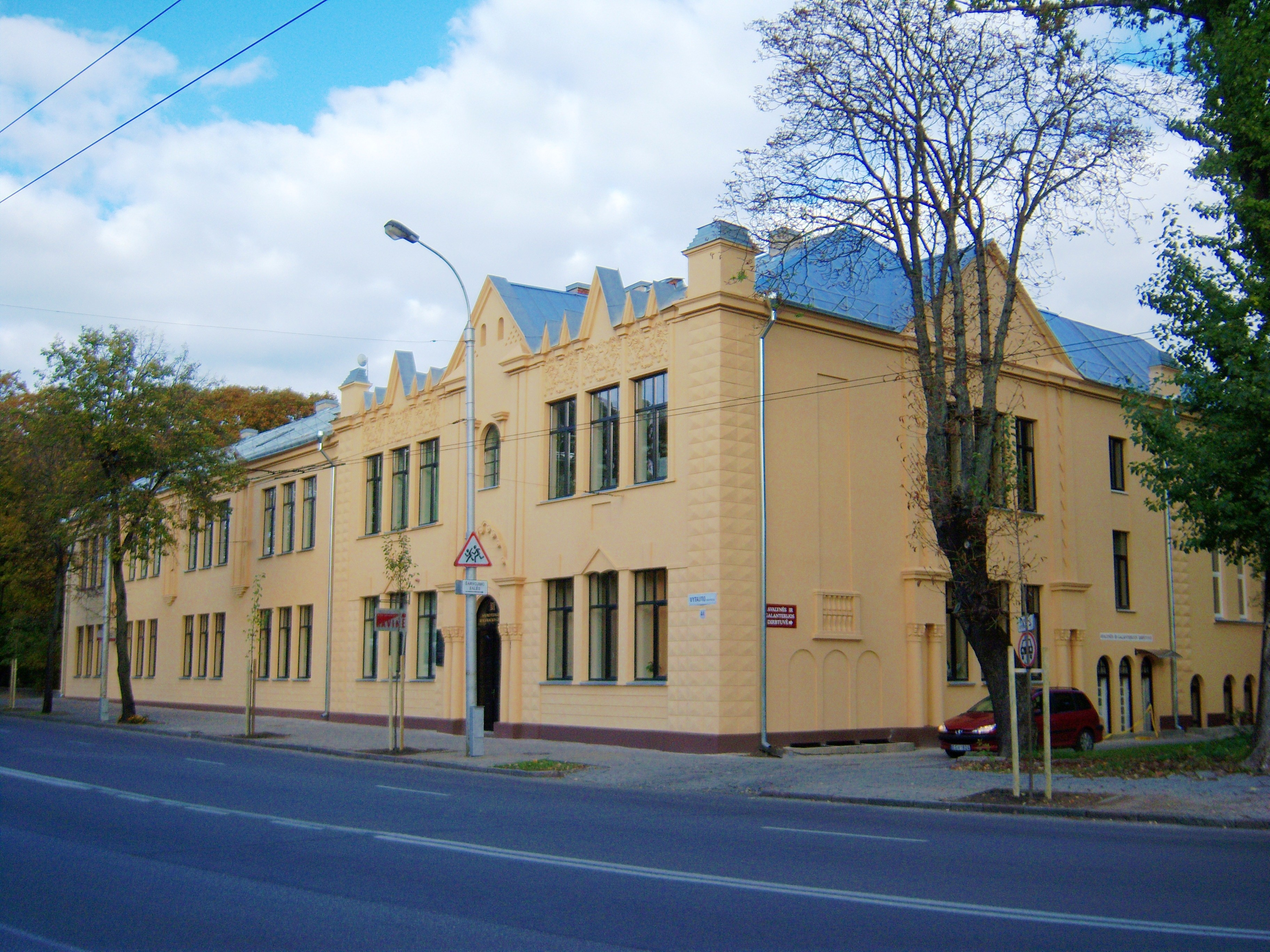
Здание бывшей русской гимназии в Каунасе

Окончил в 1916 году Офицерскую электротехническую школу. В чине подпоручика служил начальником полевой радиостанции, затем переведен начальником радиокласса в Гатчинскую авиационную школу.
В 1917 году был избран членом Городской Думы, преподавал в Гатчинском сиротском институте и реальном училище. Организовал Гатчинский народный университет. В декабре 1918 года выехал в отпуск в Каунас для помощи тяжело больному туберкулезом отцу. В 1919 году преподавал в Каунасском Коммерческом училище. В 1920 году, бежав через латвийскую границу, добралась до Каунаса жена Александра Ивановича Вера Николаевна Тыминская с приёмной дочерью, которых большевики держали в заложниках в Гатчине.
В 1920 году под руководством Тыминского была создана Каунасская русская гимназия, директором которой Александр Иванович был с момента ее создания до закрытия 1 сентября 1940 года (ныне — это Каунасский центр квалификации педагогов).
В 1923 году был избран депутатом Сейма Литвы. Активно сотрудничал в местной русскоязычной печати («Балтийский альманах», «Вольная Литва», «Эхо», «Литовский вестник»). В 30-е годы был главой Каунасского отделения Нансенского фонда по делам беженцев. После захвата фашистской Германией Чехословакии занимался переправкой в Англию появившихся в Литве чешских беженцев.
В 1940—1941 годах преподавал русский язык в Средней Технической школе. Во время немецкой оккупации работал учителем русской начальной школы. В августе 1942 года Александр Иванович был арестован гестапо и отправлен в концлагерь в Правенишкес. Через несколько месяцев потерявшего трудоспособность 59-летнего Тыминского из лагеря выпустили.
После освобождения Прибалтики советскими войсками, в 1944—1945 году А. И. Тыминский преподавал в Технической школе, работал переводчиком в Военно-геологическом отряде, занимаясь переводами с немецкого и польского языков печатных геологических работ по Восточной Пруссии. В 1945—1946 годах Тыминский — учитель истории и географии в 10-й средней школе Каунаса и одновременно преподаватель в Сельскохозяйственной академии. В 1946—1947 годах Тыминский подвергался преследованием уже советскими властями, был уволен. В конце 1947 года прошедшему все проверки Тыминскому разрешили приступить к работе на кафедре русского языка Каунасского университета, преобразованного в 1951 году в КПИ — Каунасский политехнический институт. В 1955 году А. И. Тыминский защитил кандидатскую диссертацию на соискание ученой степени кандидата педагогических наук. С 1955 года — доцент КПИ.
После тяжелой болезни Александр Иванович Тыминский умер в 1959 году.

## Награды
- Орден Святой Анны 4-й степени с надписью «За храбрость»

## Память
- В 1995 году 20-й каунасской средней школе (В. Кревес, 50) было присвоено имя А. Тыминского. В 1997 году в школе открылся музей. В 2006 году школа была присоединена к средней школе имени А. Пушкина, а экспозиция музея передана Музею истории литовского образования.
- В 2004 году на здании бывшей Каунасской русской гимназии (Витауто, 44) была открыта мемориальная доска.